# Chrysotus nudus
Chrysotus nudus är en tvåvingeart som beskrevs av Harmston och Frank Hall Knowlton 1963. Chrysotus nudus ingår i släktet Chrysotus och familjen styltflugor.
Artens utbredningsområde är Kalifornien. Inga underarter finns listade i Catalogue of Life.